# Heoeugorna albovittata
Heoeugorna albovittata là một loài bướm đêm trong họ Noctuidae.